# Oldenburger Bruch
Das Oldenburger Bruch ist ein Naturschutzgebiet in der schleswig-holsteinischen Stadt Oldenburg in Holstein und der Gemeinde Göhl im Kreis Ostholstein. Das Gebiet wird vom Landesverband Schleswig-Holstein des NABUs betreut.
Das Naturschutzgebiet liegt südlich von Oldenburg in Holstein im Oldenburger Graben. Es stellt einem Teil der Niederungslandschaft beidseitig des Oldenburger Grabens unter Schutz. Das Gebiet in der durch verlandende Binnenseen entstandenen Niedermoorlandschaft wird von vielfach langgestreckten und kleinparzelligen Mulden geprägt, die durch den Abbau von Torf entstanden sind. Diese Abbaumulden füllten sich nach dem Torfabbau mit Wasser und verlandeten ihrerseits wieder, so dass sich Röhrichtbestände, Weidengebüsche und Erlenbrüche ansiedeln konnten. Weite Teile werden darüber hinaus von Feuchtwiesen eingenommen. Stellenweise sind Teiche zu finden. Einzelne Flächen werden ackerbaulich genutzt.
Teile der Niederungsflächen im Naturschutzgebiet werden durch den Anstau von Wasser wiedervernässt. Durch extensive Beweidung mit Rindern und Schafen wird die Verbuschung verhindert. Brachgefallene Wiesenbereiche werden teilweise von Hochstaudenfluren besiedelt.
Die verschiedenen Lebensräume im Naturschutzgebiet bieten einer artenreichen Flora und Fauna Lebensraum. So wurden über 120 Vogelarten nachgewiesen, die im Naturschutzgebiet heimisch sind oder das Gebiet als Rast- oder Überwinterungsplatz nutzen. Die Röhrichtbereiche sind z. B. Brutplatz für Teichrohr- und Schilfrohrsänger, Rohrammer, Rohrschwirl und vereinzelt auch Rohrweihe. Die Weidengebüsche bieten u. a. Neuntöter, Sprosser, Braunkehlchen und Beutelmeise Lebensraum. Die offenen Wiesenflächen haben für Wat- und Wiesenvögel eine besondere Bedeutung. Hier ist u. a. der Kiebitz zu finden.
Im Naturschutzgebiet kommen über 500 Pflanzenarten vor, darunter Breitblättriges Knabenkraut, Großer Klappertopf, Sumpfkratzdistel und Gelbe Wiesenraute sowie Geflecktes Knabenkraut, Straußblütiger Gilbweiderich, Fieberklee, Gewöhnliche Natternzunge und Sumpfveilchen. Eine rund 1,5 Hektar große Orchideenwiese im Süden des Naturschutzgebietes wird zur Pflege regelmäßig gemäht. In Gräben siedelt u. a. Gewöhnlicher Wasserschlauch. In den etwas trockeneren und sandigen Lagen am Kleinen Bungsberg im Süden des Schutzgebietes sind u. a. Kartäusernelke und Heilziest zu finden.
Durch das Naturschutzgebiet verlaufen mehrere Wege, von denen einige als Wanderwege ausgewiesen sind. Die Wege sind mit zahlreichen Kopfweiden und Pappeln als Zeugen einer früheren Nutzung gesäumt. Die Kopfbäume bieten Fledermäusen, Steinmardern und Steinkäuzen, aber auch Wespen und Hornissen einen Lebensraum.
Das Naturschutzgebiet wird größtenteils von landwirtschaftlichen Nutzflächen umgeben. Im Westen grenzt es an die Bahnstrecke Lübeck–Puttgarden.